# 中芬乳业
天津中芬乳业有限公司（英语：Zhongfen Dairy）是一家总部位于天津的中国以主要乳和乳制品生产为主要业务的企业，由天津市农业农村委员会下属的天津市中芬乳品研究培训中心控股，成立于2000年2月17日。其母公司天津市中芬乳品研究培训中心为1991年芬兰政府对中国的援助项目。